# نیکن سکی
نیکن سکی (انگلیسی: Nikken Sekkei) شرکت مهندسی ژاپنی است، که در سال ۱۹۰۰ تأسیس شد.